# 野手
野手指的是在棒球或壘球中，
1. 廣義的來說，是指守備方的選手。（在公認棒球規則第2章有著以上的定義。）也就是指，投手、捕手、一壘手、二壘手、三壘手、游擊手、左外野手、中外野手、與右外野手這9人。指定打擊因為無須守備，所以並未包含在野手之中。
2. 較狭義的來說，指的是投手以外的守備位置，捕手、一壘手、二壘手、三壘手、游擊手、左外野手、中外野手、右外野手8人。有意將投手與野手的職責分開時，經常會這樣使用。
3. 更狭義的來說，指的是一壘手、二壘手、三壘手、游擊手、左外野手、中外野手、右外野手7人。當有必要特別把投捕搭檔提出來說明的時候，會用此種定義。

一壘手、二壘手、三壘手、游擊手總稱為内野手，而左外野手、中外野手、右外野手的總稱為外野手。

## 守備位置
每個野手都有其守備位置。但是、守備位置會根據比賽的狀況而有所變化，除了投手與捕手以外都只是大概位置。
- 投手　     站在投手板上。
- 捕手　     在本壘稍微後方的位置。
- 一壘手     在一壘附近。
- 二壘手     在二壘附近較靠近一壘的位置。
- 游擊手     在三壘附近較靠近二壘的位置。
- 三壘手     三壘附近。
- 左外野手   游撃手的後方。
- 中外野手   二壘後方。
- 右外野手   二壘手的後方。

投球之前，除了投手與捕手的守備位置都必須要在固定位置以外，其他的野手只要不妨礙到打擊者，站在界內的任何地方都可以。但是，一壘手所用的手套按照規定只有一壘手可以使用。另外打者打中球以後，包含投手與捕手的所有野手都可以在界內區域或界外區域自由移動。雖然有「一壘手」「二壘手」「三壘手」「游撃手」等名稱，但並沒有規定不可以守自己位置以外的壘包，當對方短打時，游擊手要視情況前往二壘或三壘，二壘手要前往一壘補位（視場上情況，或自己可以馬上到達的壘包。）